# George Mulock
Pour les articles homonymes, voir Mulock.
George Francis Arthur Mulock, né le 7 février 1882 à Fleetwood et mort le 26 décembre 1963 à Gibraltar, est un officier de la Royal Navy et explorateur polaire.
Il participe à l'expédition Discovery (1901-1904) de Robert Falcon Scott.
De retour dans la marine, il participe à la bataille des Dardanelles durant la Première Guerre mondiale et sera l'officier de marine au grade le plus élevé à être capturé lors de la bataille de Singapour durant la Seconde Guerre mondiale.